# Skalarmultiplikation

Skalarmultiplikation in der euklidischen Ebene: der Vektor w wird mit der Zahl 2 multipliziert und der Vektor v mit der Zahl -1

Die Skalarmultiplikation, auch S-Multiplikation oder skalare Multiplikation genannt, ist eine äußere zweistellige Verknüpfung zwischen einem Skalar und einem Vektor, die in der Definition von Vektorräumen gefordert wird. Die Skalare sind dabei Elemente des Körpers, über dem der Vektorraum definiert ist. Auch die analoge Verknüpfung bei Moduln wird Skalarmultiplikation genannt.
Das Ergebnis einer Skalarmultiplikation ist ein entsprechend skalierter Vektor. Im anschaulichen Fall euklidischer Vektorräume verlängert oder verkürzt die Skalarmultiplikation die Länge des Vektors um den angegebenen Faktor. Bei negativen Skalaren wird dabei zusätzlich die Richtung des Vektors umgekehrt. Eine spezielle Form einer solchen Skalierung ist die Normierung. Hierbei wird ein Vektor mit dem Kehrwert seiner Länge (allgemein seiner Norm) multipliziert, wodurch man einen Einheitsvektor mit Länge (oder Norm) eins erhält.

## Definition
Ist {\displaystyle V} ein Vektorraum über dem Körper {\displaystyle K}, dann ist die Skalarmultiplikation eine zweistellige Verknüpfung
{\displaystyle \odot \colon K\times V\to V},
die per Definition des Vektorraumes gemischt assoziativ und distributiv ist, also für alle Vektoren {\displaystyle u,v\in V} und alle Skalare {\displaystyle \alpha ,\beta \in K} folgende Eigenschaften erfüllt:
- {\displaystyle \alpha \odot (\beta \odot v)=(\alpha \cdot \beta )\odot v}
- {\displaystyle \alpha \odot (u\oplus v)=\alpha \odot u\oplus \alpha \odot v}
- {\displaystyle (\alpha +\beta )\odot v=\alpha \odot v\oplus \beta \odot v}

Zudem gilt die Neutralität des Einselements {\displaystyle 1} des Körpers:
- {\displaystyle 1\odot v=v}.

Hierbei bezeichnet {\displaystyle \oplus } die Vektoraddition in {\displaystyle V} sowie {\displaystyle +} und {\displaystyle \cdot } jeweils die Addition und die Multiplikation im Körper {\displaystyle K}. Häufig wird sowohl für die Vektoraddition, als auch für die Körperaddition das Pluszeichen {\displaystyle +} und sowohl für die Skalarmultiplikation, als auch für die Körpermultiplikation das Malzeichen {\displaystyle \cdot } verwendet. Dieser Konvention wird auch aufgrund der einfacheren Lesbarkeit im weiteren Verlauf dieses Artikels gefolgt. Das Multiplikationssymbol wird oft auch weggelassen und man schreibt kurz {\displaystyle \alpha \beta } statt {\displaystyle \alpha \cdot \beta } und {\displaystyle \alpha v} statt {\displaystyle \alpha \cdot v}.

## Eigenschaften

### Neutralität
Bezeichnet {\displaystyle 0_{K}\in K} das Nullelement des Körpers und {\displaystyle 0_{V}\in V} den Nullvektor des Vektorraums, dann gilt für alle Vektoren {\displaystyle v\in V}
{\displaystyle 0_{K}\cdot v=0_{V}},
denn es gilt mit dem zweiten Distributivgesetz
{\displaystyle 0_{K}\cdot v+0_{K}\cdot v=(0_{K}+0_{K})\cdot v=0_{K}\cdot v}
und deswegen muss {\displaystyle 0_{K}\cdot v} der Nullvektor sein. Entsprechend gilt für alle Skalare {\displaystyle \alpha \in K}
{\displaystyle \alpha \cdot 0_{V}=0_{V}},
denn es gilt mit dem ersten Distributivgesetz
{\displaystyle \alpha \cdot 0_{V}+\alpha \cdot 0_{V}=\alpha \cdot (0_{V}+0_{V})=\alpha \cdot 0_{V}}
und daher muss auch hier {\displaystyle \alpha \cdot 0_{V}} der Nullvektor sein. Insgesamt erhält man so
{\displaystyle \alpha \cdot v=0_{V}\Leftrightarrow \alpha =0_{K}~{\text{oder}}~v=0_{V}},
denn aus {\displaystyle \alpha \cdot v=0_{V}} folgt entweder {\displaystyle \alpha =0_{K}} oder {\displaystyle \alpha \neq 0_{K}} und dann {\displaystyle v=\alpha ^{-1}\cdot 0_{V}=0_{V}}, wobei {\displaystyle \alpha ^{-1}} das multiplikativ inverse Element zu {\displaystyle \alpha } ist.

### Inverse
Bezeichnet nun {\displaystyle -1} das additiv inverse Element zum Einselement {\displaystyle 1} und {\displaystyle -v} den inversen Vektor zu {\displaystyle v}, dann gilt
{\displaystyle (-1)\cdot v=-v},
denn mit der Neutralität der Eins erhält man
{\displaystyle 0_{K}=0_{K}\cdot v=(1-1)\cdot v=1\cdot v+(-1)\cdot v=v+(-1)\cdot v}
und damit ist {\displaystyle (-1)\cdot v} der inverse Vektor zu {\displaystyle v}. Ist nun allgemein {\displaystyle -\alpha } das additiv inverse Element zu {\displaystyle \alpha }, dann gilt
{\displaystyle (-\alpha )\cdot v=-(\alpha \cdot v)=\alpha \cdot (-v)},
denn mit {\displaystyle \beta =-1} erhält man durch das gemischte Assoziativgesetz 
{\displaystyle (-\alpha )\cdot v=(\beta \alpha )\cdot v=\beta \cdot (\alpha \cdot v)=-(\alpha \cdot v)}
sowie mit der Kommutativität der Multiplikation zweier Skalare
{\displaystyle (-\alpha )\cdot v=(\alpha \beta )\cdot v=\alpha \cdot (\beta \cdot v)=\alpha \cdot (-v)}.

## Beispiele

### Koordinatenvektoren
Ist {\displaystyle V=K^{n}} der Koordinatenraum und {\displaystyle v=(v_{1},\ldots ,v_{n})^{T}\in K^{n}} ein Koordinatenvektor, so wird die Multiplikation mit einem Skalar {\displaystyle \alpha \in K} komponentenweise wie folgt definiert:
{\displaystyle \alpha \cdot v=\alpha \cdot {\begin{pmatrix}v_{1}\\\vdots \\v_{n}\end{pmatrix}}={\begin{pmatrix}\alpha \cdot v_{1}\\\vdots \\\alpha \cdot v_{n}\end{pmatrix}}}.
Bei der Skalarmultiplikation wird demnach jede Komponente des Vektors mit dem Skalar multipliziert. Im dreidimensionalen euklidischen Raum {\displaystyle \mathbb {R} ^{3}} erhält man beispielsweise
{\displaystyle 3\cdot {\begin{pmatrix}\,1\,\\4\\2\end{pmatrix}}={\begin{pmatrix}\,3\cdot 1\,\\3\cdot 4\\3\cdot 2\end{pmatrix}}={\begin{pmatrix}\,3\,\\12\\6\end{pmatrix}}}.

### Matrizen
Ist {\displaystyle V=K^{m\times n}} der Matrizenraum und {\displaystyle A=(a_{ij})\in K^{m\times n}} eine Matrix, so wird die Multiplikation mit einem Skalar {\displaystyle \alpha \in K} ebenfalls komponentenweise definiert:
{\displaystyle \alpha \cdot A=\alpha \cdot {\begin{pmatrix}a_{11}&\ldots &a_{1n}\\\vdots &\ddots &\vdots \\a_{m1}&\ldots &a_{mn}\end{pmatrix}}={\begin{pmatrix}\alpha \cdot a_{11}&\ldots &\alpha \cdot a_{1n}\\\vdots &\ddots &\vdots \\\alpha \cdot a_{m1}&\ldots &\alpha \cdot a_{mn}\end{pmatrix}}}.
Bei der Skalarmultiplikation wird also wiederum jeder Eintrag der Matrix mit dem Skalar multipliziert. Beispielsweise erhält man für eine reelle {\displaystyle (2\times 2)}-Matrix
{\displaystyle 3\cdot {\begin{pmatrix}1&2\\4&3\end{pmatrix}}={\begin{pmatrix}3\cdot 1&3\cdot 2\\3\cdot 4&3\cdot 3\end{pmatrix}}={\begin{pmatrix}3&6\\12&9\end{pmatrix}}}.

### Polynome
Ist {\displaystyle V=K[X]} der Vektorraum der Polynome in der Variablen {\displaystyle X} mit Koeffizienten aus einem Körper {\displaystyle K}, so wird die Multiplikation eines Polynoms {\displaystyle P\in K[X]} mit einem Skalar {\displaystyle \alpha \in K} wiederum komponentenweise definiert:
{\displaystyle \alpha P=\alpha (a_{0}+a_{1}X+\dotsb +a_{n}X^{n})=(\alpha a_{0})+(\alpha a_{1})X+\dotsb +(\alpha a_{n})X^{n}}.
Beispielsweise ergibt die Skalarmultiplikation der reellen Polynomfunktion {\displaystyle p(x)=x^{n}-x} mit der Zahl {\displaystyle 3} das Polynom
{\displaystyle (3p)(x)=3(x^{n}-x)=3x^{n}-3x}.

### Funktionen
Ist {\displaystyle V=F(\Omega ,W)} ein linearer Funktionenraum und {\displaystyle f\in F(\Omega ,W)} eine Funktion von einer nichtleeren Menge {\displaystyle \Omega } in einen Vektorraum {\displaystyle W}, dann wird das Ergebnis der Skalarmultiplikation einer solchen Funktion mit einem Skalar {\displaystyle \alpha \in K} definiert als die Funktion
{\displaystyle \alpha f\colon \Omega \to W,\quad x\mapsto (\alpha f)(x)=\alpha \cdot f(x)}.
Betrachtet man beispielsweise den Vektorraum der linearen reellen Funktionen der Form {\displaystyle f(x)=ax+b}, dann erhält man durch Skalarmultiplikation mit einer reellen Zahl {\displaystyle c} die Funktion
{\displaystyle (cf)(x)=c\cdot f(x)=c\cdot (ax+b)=cax+cb}.
Durch die Skalarmultiplikation wird demnach jeder Funktionswert um den Faktor {\displaystyle c} skaliert.